# James Prior
James Michael Leathes Prior, baron Prior (ur. 11 października 1927, zm. 12 grudnia 2016) – brytyjski polityk, członek Partii Konserwatywnej, minister w rządach Edwarda Heatha i Margaret Thatcher.
Wykształcenie odebrał w Charterhouse School oraz w Pembroke College na Uniwersytecie Cambridge, który ukończył z tytułem bakałarza zarządzania dobrami ziemskimi. Służbę wojskową odbył w szeregach Królewskiego Pułku z Norfolk w Niemczech i Indiach.
Do Izby Gmin został wybrany po raz pierwszy w 1959 r. jako reprezentant okręgu Lowestoft (od 1983 r. reprezentował okręg wyborczy Waveney). W 1970 r. został ministrem rolnictwa, rybołówstwa i żywności w gabinecie Edwarda Hetha. W latach 1972–1974 był przewodniczącym Izby Gmin oraz Lordem Przewodniczącym Rady. W latach 1979–1981 był ministrem zatrudniania w gabinecie Margaret Thatcher. W latach 1981–1984 był ministrem ds. Irlandii Północnej. Przeniesienie było spowodowane postawą Priora, który nie podzielał ekonomicznych poglądów pani premier i doradzał jej łagodne traktowanie związków zawodowych.
Prior pozostał w rządzie do 1984 r. W 1987 r. zrezygnował ze startu w wyborach i został kreowany parem dożywotnim jako baron Prior, dzięki czemu zasiadł w Izbie Lordów. Był przewodniczącym Rural Housing Trust.